# Cycle des mois du Palais Schifanoia
Le cycle des mois qui décore un salon du Palazzo Schifanoia à Ferrare, est exécuté à la demande de Borso d'Este par les meilleurs peintres de l'école de Ferrare actifs vers 1470, et constitue, pour sa qualité artistique et ses références à la culture néoplatonicienne et astrologique de l'époque, l'un des lieux le plus significatifs de l'art de la Renaissance lié à l'histoire des Este.
Ce cycle constitue le seul document figuratif important de cette époque à Ferrare. Il offre le témoignage d'un monde figuratif qui franchit, avec un certain retard, le pas séparant la culture courtoise de la culture de la perspective.

## Histoire

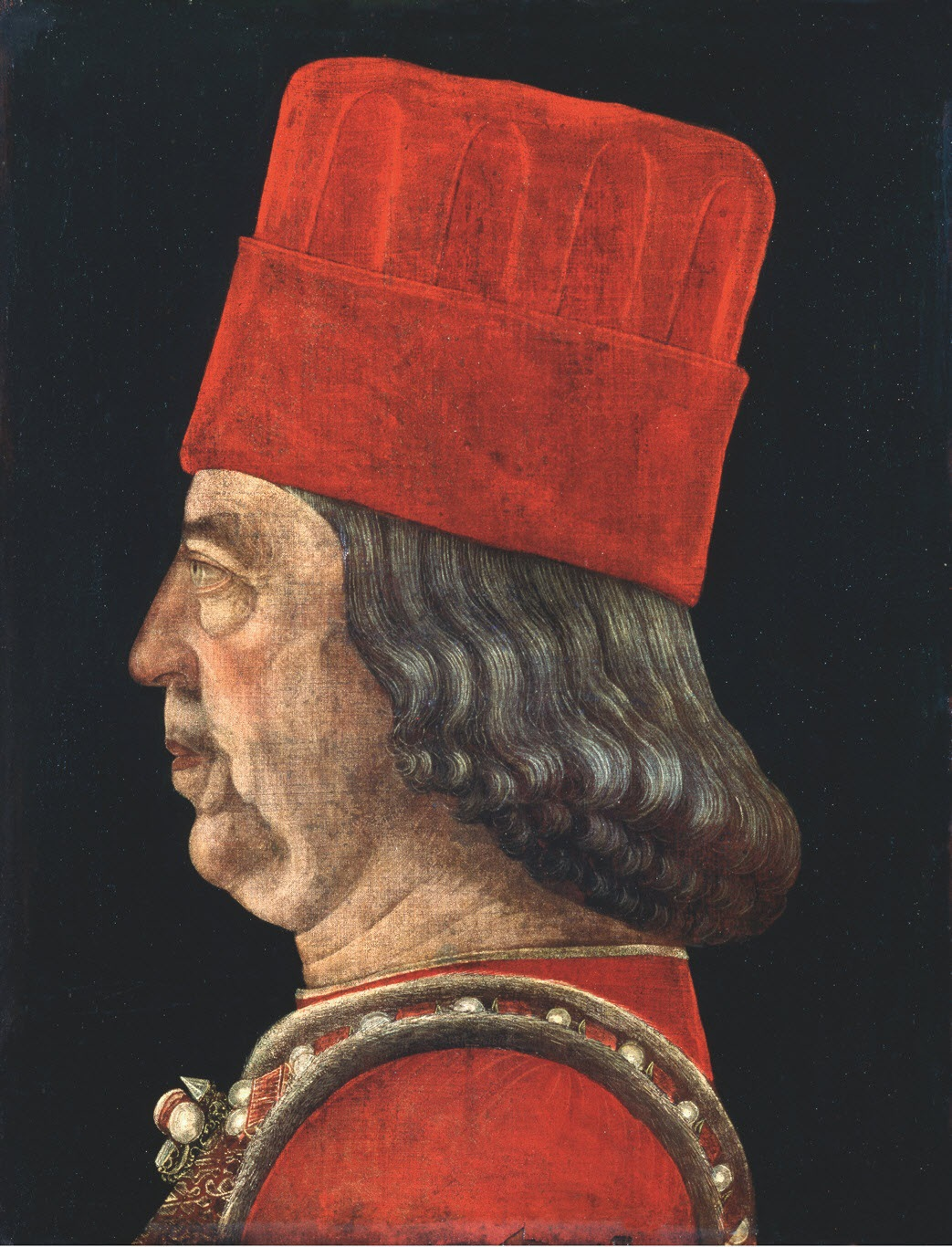
Baldassare d'Este, Portrait de Borso d'Este (XVe siècle), Pinacothèque du château des Sforza, Milan.

Les fresques du salon de réception du Palazzo Schifanoia sont réalisées par la volonté de Borso d'Este dans les années 1468-1470. L'extraordinaire rapidité d'exécution, obtenue grâce à l'utilisation d'un groupe important de peintres représentants du mouvement que Roberto Longhi appelle « l'école de Ferrare », s'explique par le fait que les fresques doivent célébrer l'investiture de Borso comme duc de Ferrare par le pape Paul II prévue début 1471 et par laquelle, inquiet de la présence hostile des Vénitiens, le pontife s'assure de la fidélité de la maison d'Este.
Borso jouit déjà, par décret impérial, du titre de duc de Modène et de Reggio, mais l'investiture du pontife est un acte spécifique qui parachève l'anoblissement de son rang qu'il convoite depuis 1450, date à laquelle il succède à son frère à la gouvernance de la ville en qualité de fils illégitime du marquis Nicolas III.
Borso pense que sa légitimité à diriger la seigneurie d'Este est déjà consolidée grâce à sa politique de « bonne gouvernance » (comme cela ressort largement des objectifs de célébration du cycle des fresques du salon) et à son rôle de mécène dans la culture et dans l'art à la cour de Ferrare. La cérémonie d'investiture solennelle est probablement représentée, anticipant l'événement, dans les grands champs du mur sud avec les mois de Janvier et Février, qui ont été perdus.

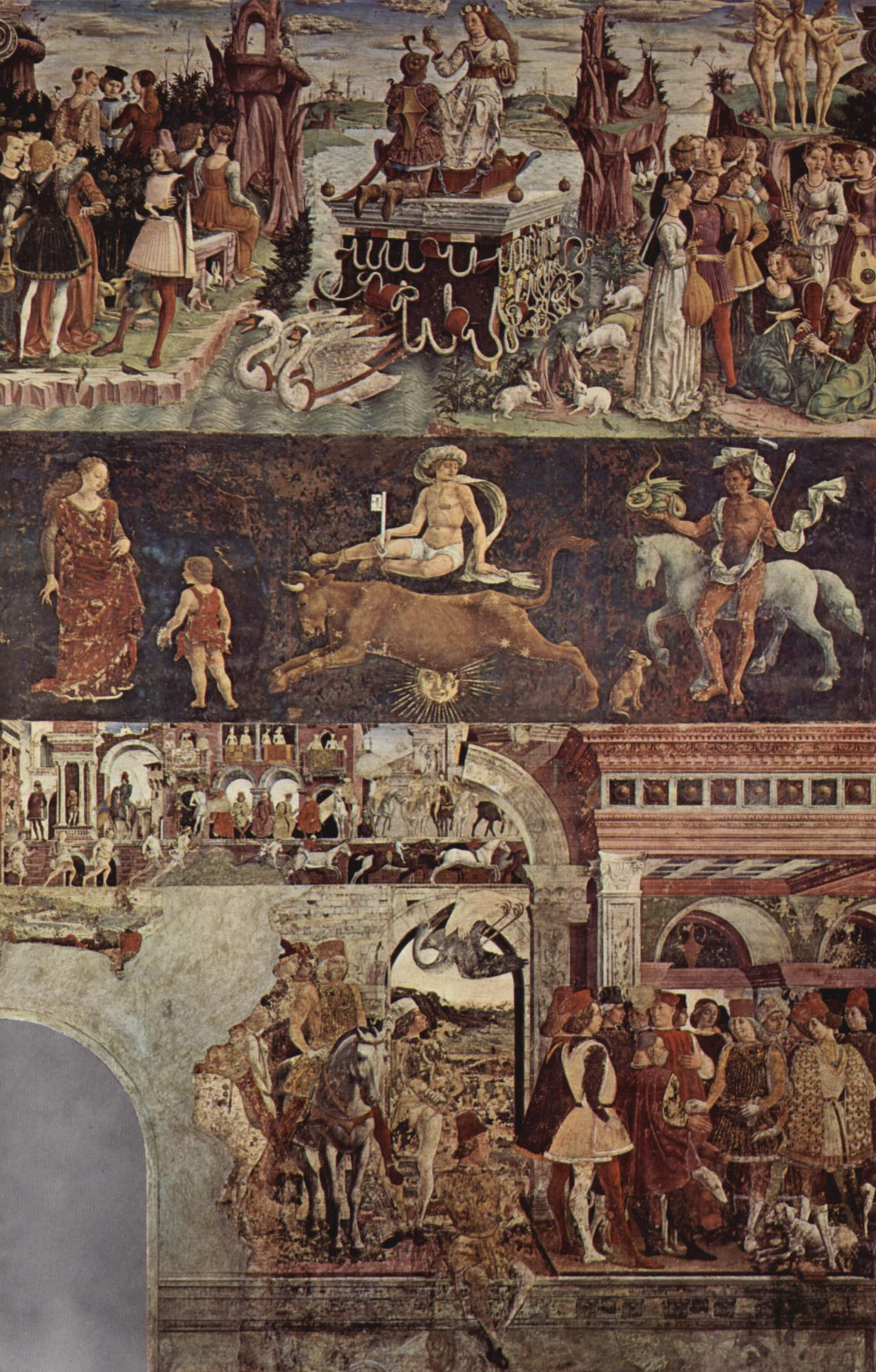
Francesco del Cossa, Avril.

L'entrée actuelle de la salle par l'escalier du XIXe siècle se situe dans une position incongrue par rapport au déroulement du cycle. L'ancienne entrée (dont la forme de la porte est encore visible sur le mur nord) place les invités devant le mur sud, avec les fresques représentant les mois de Janvier et Février, aujourd'hui presque totalement illisibles. Borso entre par cette porte dont le linteau porte l'inscription «  Iusticia » surmontée du buste du duc. Le duc vient de la salle « des vertus » où la Justice n'y est pas figurée car elle est l'apanage du Seigneur dans l'exercice du gouvernement de l'État.
Les courtisans arrivent du jardin et accèdent à la salle par un escalier extérieur. L'éclairage est complètement artificiel. Ils peuvent admirer les fresques au gré d'un parcours circulaire impliquant des déplacements car le point de vue de la bande inférieure diffère de celui de la partie centrale et supérieure. Le figure du duc est présente plusieurs fois dans chacun des panneaux afin qu'il soit toujours aux côtés de ses hôtes.
Le cycle est réalisé avec deux techniques de peinture différentes : a fresco (dans le frais) pour tout le mur est et presque tout le mur nord, et a secco (sur un enduit sec) pour tout le mur sud et ouest, et une partie du mur nord. Les raisons de la dégradation des décorations sur enduit sec s'expliquent par la fragilité inhérente à la technique elle-même, mais aussi par le manque d'intérêt pour le Palazzo Schifanoia vers la fin du XVIe siècle, alors qu'il avait été un lieu de récréation et de ravissement pour les seigneurs de Ferrare depuis environ deux siècles, mais dont la famille d'Este s'était peut-être lassée. Les choses empirent lorsque Ferrare est incorporée dans les États pontificaux et que les Este déplacent leur cour à Modène en 1598. Au milieu du XVIIIe siècle, Baruffaldi voit les peintures, signale que les parties peintes a secco ont presque disparu, et identifie Cosmè Tura comme l'auteur du décor.
Utilisé comme bâtiment à usage civil, le salon abrita les ateliers d'une fabrique de tabac, puis un grenier, avec un plâtrage complet des murs sur les peintures aujourd'hui abîmées. La couche d'enduit est progressivement supprimée entre 1820 et 1840, les fresques sont mises au jour et largement restaurées. Sept des douze scènes (celles des mois de Mars à Septembre) restent lisibles pour une grande partie ; les autres sont irrémédiablement perdues.
Les multiples restaurations ultérieures permettent, au moins en partie, de revivre l'enchantement de l'un des sommets de la peinture de la Renaissance à Ferrare.

## Iconographie
Manifeste politique de la grandeur du duc et de son art de gouvernement, important témoignage de la culture de la cour d'Este, le cycle reprend le thème, très cher au gothique international, du « cycle des mois », thème déjà répandu dans l'art médiéval. Il combine la célébration du caractère sacré de l'ordre cosmique avec la routine quotidienne des travaux agricoles. On le trouve souvent dans les décorations extérieures des églises romanes (comme sur la Porta dei Mesi de la cathédrale de Ferrare).
Dans l'art gothique-courtois, le cycle perd en partie ses personnages les plus populaires et s'enrichit de scènes délicates et de représentations fantastiques, avec la possibilité de dépeindre l'élégante légèreté de la vie de cour qui est exposée en contraste avec les charges incombant à la vie paysanne. Parmi les exemples célèbres de représentation du cycle des mois figurent les fresques peintes entre la fin du XIVe et le début du  XVe siècle par un maître anonyme à Trente, dans la tour Aquila du Château du Bon-Conseil, ou les miniatures raffinées des Très Riches Heures du duc de Berry, réalisées par les Frères de Limbourg vers 1412-1416.
Le cycle des mois témoigne, comme des nombreux textes conservés à la bibliothèque, de la primauté de la culture courtoise et chevaleresque à la cour de Ferrare. Cette salle est « magique », sans portes ni fenêtres, comme dans de nombreux romans de chevalerie. Sur deux côtés, il existait de grands panneaux de bois peints, dont la présence est encore attestée au début du XIXe siècle, servant à cacher les portes et fenêtres. La pièce se présentait donc sans solution de continuité et ceux qui se trouvaient à l'intérieur pouvaient imaginer être transportés comme par magie dans un lieu enchanté.
Ne s'attachant pas à la représentation des constellations selon le système ptolémaïque et aristotélicien médiéval traditionnel qui privilégie une conception physique de l'Univers adapté à la pensée chrétienne, l'iconographie ferrarraise, nouvelle pour l'époque, aurait comme source, selon l'historien de l'art Aby Warburg, l'Astronomica du poète latin et astrologue Marcus Manilius. Un manuscrit en est découvert par le Pogge au début du XVe siècle et l'on sait que Pellegrino Prisciani en a eu connaissance par l'intermédiaire de l'humaniste florentin Lorenzo Bonincontri qui l'avait commenté. En 1469, date du début des travaux à Schifanoia, Marsile Fisin, philosophe humaniste de la cour de Laurent le Magnifique, a déjà fait référence aux douze dieux de l'Olympe en établissant une correspondance avec les douze signes du zodiaque dans un commentaire du Symposium de Platon, prenant probablement pour source le De Deo Socratis du néoplatonicien Apulée, très connu à l'époque. Ces éléments permettent de penser que la décoration est probablement inspirée par le plus érudit des Ferrarais contemporains, Pellegrino Prisciani, astronome, astrologue et bibliothécaire de la cour. Il est assisté notamment de Tito Vespasiano Strozzi et Ludovico Carbone, auteurs de textes en l'honneur de Borso, Ludovico Casella, conseiller du prince qui meurt en 1469, Teofilo Calcagnini et Lorenzo Strozzi, dont il est possible de reconnaitre les portraits dans le groupe de lettrés qui entoure Borso dans la partie inférieure du cycle. Celui-ci demeure une des rares images inspirées de l'Astronomica de Manilius dans l'histoire de la peinture occidentale.

## Auteurs des fresques

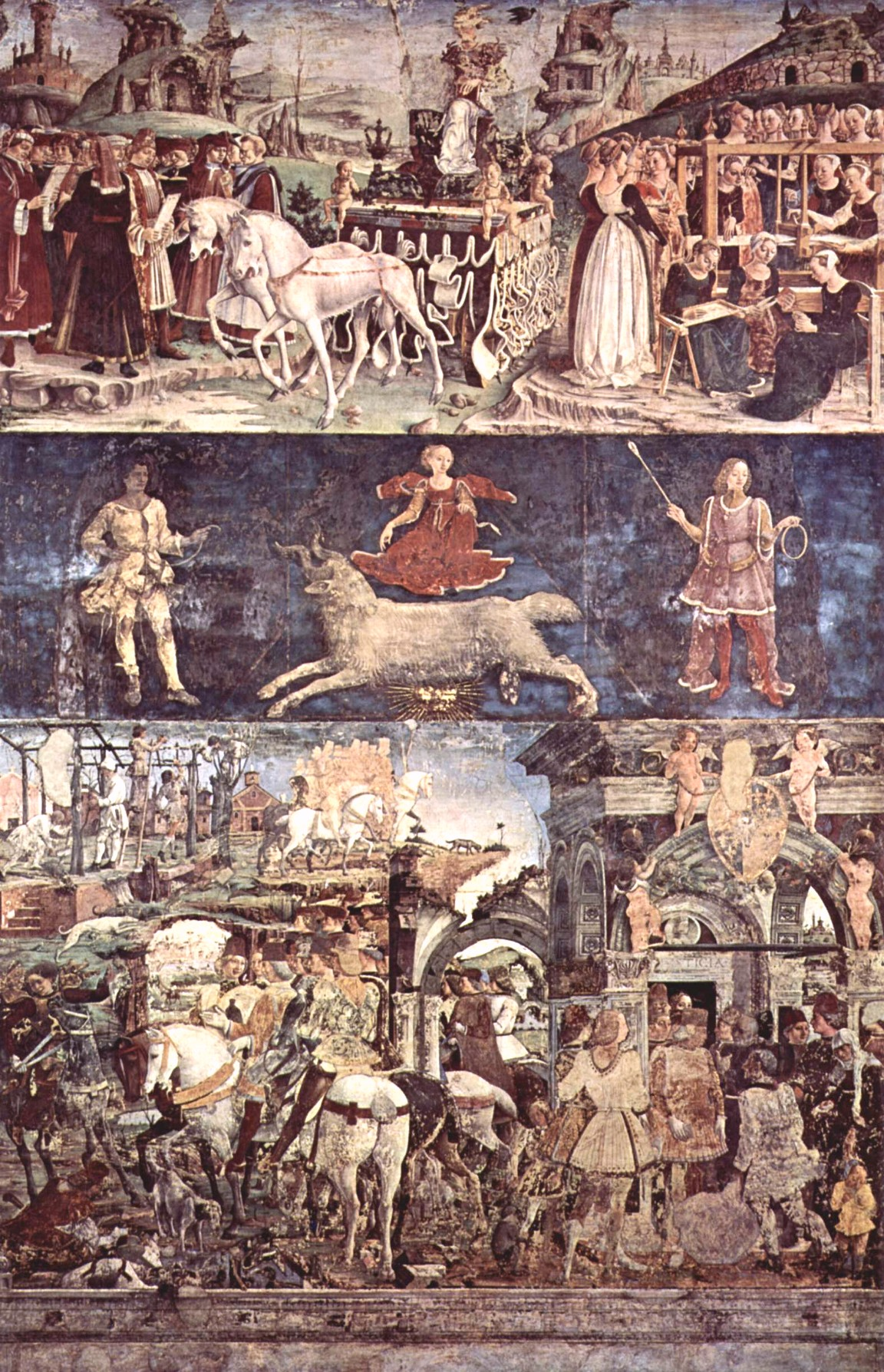
Francesco del Cossa, Mars.

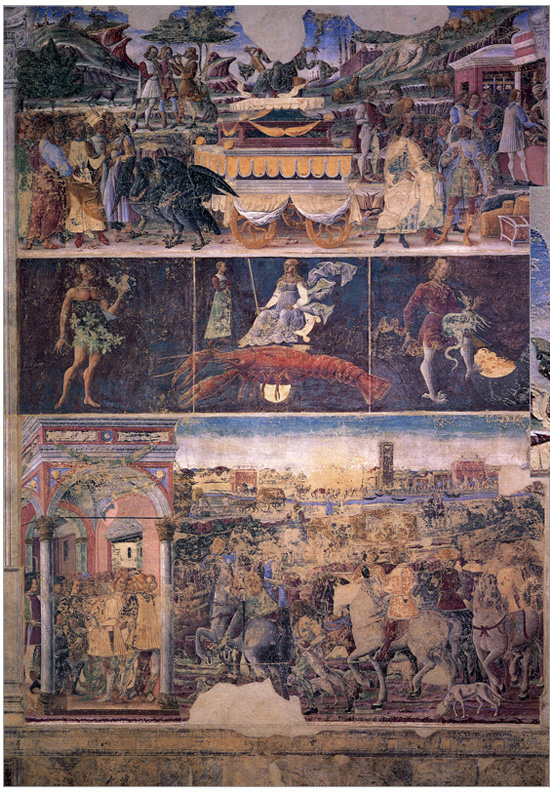
Maître des Yeux grands ouverts, Juin.

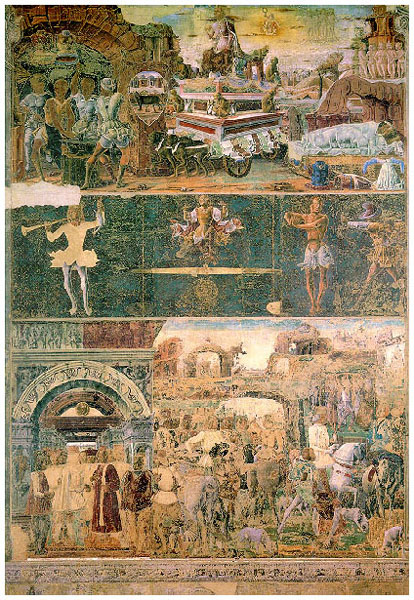
Ercole de' Roberti, Septembre.

La réalisation en si peu de temps d'un cycle de peintures qui couvre entièrement les murs de la salle , se développant en trois bandes superposées, mobilise certainement l'ensemble de l'école de Ferrare.
Le recours au conditionnel, pour rendre compte des artistes qui, offrant un exemple extraordinaire de travail collaboratif, ont œuvré sur les murs du salon, est un incontournable, la question de l'attribution des différentes scènes qui composent le cycle demeurant encore largement ouverte. Même la participation directe de Cosmè Tura, le chef de l'école de peinture de Ferrare du XVe siècle, est désormais presque totalement exclue par les spécialistes qui, dans le passé, lui avaient plutôt assigné le rôle de coordinateur général et de créateur des dessins préparatoires. Une tâche similaire a sans doute été réalisée par des artistes importants mais, au stade actuel des études, leur identité n'est pas encore attestée.
La seule attribution certaine concerne un autre peintre de Ferrare, Francesco del Cossa, légèrement plus jeune que Cosmè Tura, qui démontre ici qu'il a assimilé la leçon du maître en termes de compétences figuratives vigoureuses et de rendu chromatique. Son travail au Salon des Mois est documenté par une lettre qu'il a adressée à Borso d'Este dans laquelle il déclare avoir réalisé les panneaux du cycle relatifs aux mois de mars, avril et mai, recevant une rémunération incongrue, ce qui lui fait croire qu'il a été « traité et jugé et comparé au garçon le plus triste de Ferrare », alors que désormais, les plus grands artistes de l'époque sont payés en fonction des matériaux, du temps passé et aussi de leur talent. Cette lettre datée du 25 mars 1470 permet d'apprendre qu'à cette date les fresques sont terminées, et qu'un groupe formé de Pelegrino de Prisciano et d'autres artistes, que les peintres sont tenus de consulter, contrôle l'activité des botteghe.
La main du jeune Ercole de’ Roberti a été détectée dans les scènes de la Forge de Vulcain et des Amours de Mars et Vénus, visibles en Septembre ; mais cette découverte est aujourd'hui considérée comme dépourvue de tout fondement critique, la naissance du peintre étant située autour de 1456.
D'autres artistes de l'école de Ferrare mobilisés pour la réalisation du cycle de fresques restent inconnus et il leur est fait référence avec des noms de convention tels que Maître d'Hercule, parfois appelé Maître d'Août ou Maître des Yeux grands ouverts (mois de Juin et Juillet), Maître de Cérès ou Maître de Vesta, preuve que l'on se borne à exiger des artistes qu'ils exécutent correctement les figures qui leur sont imposées.
Le peintre Baldassare d'Este, autre fils illégitime de Nicolas III qui eut moins de chance que Borso, est chargé en 1473 de retoucher les portraits du duc. Certains critiques veulent également qu'il soit l'auteur du groupe de chevaliers visibles à côté de la fenêtre de gauche du mur nord.

## Organisation du cycle
La salle mesure 24 mètres de long, 11 de large et 7,5 mètres de haut. Le cycle commence sur le mur sud, se lisant de droite à gauche, avec les deux premiers mois et une scène de Tournoi. Il se poursuit de façon symétrique sur les murs est (trois mois), nord (quatre mois) et ouest (trois mois). Les reconstructions graphiques ont permis d'identifier une structure qui s'inspire fortement des préceptes prônés par Leon Battista Alberti et qui se fonde sur des « raisons de perspective ».
Une partie de chaque mur, qui est divisé par des pilastres peints, est dédié à un mois. Chaque partie est à son tour divisé en trois bandes horizontales : deux panneaux de plus grande hauteur en haut et en bas, et un au centre, plus étroit, sur fond bleu. 
La bande centrale illustre le signe du zodiaque du mois, accompagné de trois Décans, personnages mystérieux avec des attributs divers qui se détachent de l'ensemble sur un fond bleu nuit. Cette bande représente le lien entre le monde des dieux et celui de la cour, chaque sujet ayant un destin que les astrologues du duc doivent interpréter.
La partie supérieure présente le triomphe de la divinité protectrice du mois entourée de personnages qui s'intéressent aux activités propres à la période et à leurs caractéristiques ; de nombreuses références néoplatoniciennes font référence à une culture astrologique complexe et à la passion pour les allégories dérivées, réinterprétations savantes de la mythologie romaine. Cette partie supérieure est vraisemblablement inspirée des Triomphes de Pétrarque. Les divinités classiques sont campées sur des chars fastueux, faits de matériaux précieux et ornés des plus beaux tissus de velours, d'or et de soie brodée, qui rappellent qu'à cette époque Ferrare est un important centre de production textile et de broderie. Les scènes mythologiques se fondent au milieu de nombreux détails extraordinaires dans un paysage rocailleux où les personnages richement habillés à la mode de l'époque et les dames aux coiffures sophistiquées rappellent les courtisans et nobles demoiselles de l'entourage de Borso.
Enfin, la bande inférieure est décorée de scènes de la vie et du gouvernement de Borso d'Este, figurée tel un « âge d'or » mythique. Ces scènes baignent dans une atmosphère plus chevaleresque, avec cependant la présence d'une architecture de voûtes, de corniches et de colonnes de marbre à l'antique parfaitement Renaissance. Dans chacune des scènes, les actes de Borso sont glorifiés, témoignant de son nouveau rang de duc de Modène et Reggio. Autour de lui, la vie des Ferrarais prospère. L'allégorie du « Bon Gouvernement » est ici complète.
L'espace situé autour de la cheminée et des fenêtres ne présente pas de division tripartite et est orné de décorations d'un caractère plus général.
Ce décor met en relation la mythologie antique et l'actualité politique, toutes deux reliées par les signes astrologiques. Les images des Décans semblent avoir une forte influence sur la vie terrestre qui se déroule dans la partie inférieure du décor. 

### Mur sud
Le cycle commence sur le mur sud, avec les mois de Janvier et Février, chacun situé entre deux portes, soit avec quatre ouvertures cintrées. Une scène de tournoi était représentée entre les deux portes centrales qui est presque complètement perdue, mais grâce à une copie à l'huile de la fin du XIXe siècle par Giuseppe Mazzolani et à travers les découvertes en cours de restauration et les déductions qui en ont été faites, il est possible d'en reconstituer au moins le thème.
Janvier est dédié au signe du Verseau, peut-être avec le triomphe de Junon ou Janus. La scène de la vie de Borso devait représenter sa proclamation comme duc de Ferrare entouré des personnages de sa cour, dont un fragment reste attribué par Gruyer et Venturi à Baldassare d'Este.
Février, le mois des Poissons, commence avec le triomphe de Neptune et se termine par le Couronnement de Borso. Un fragment du Cortile di Castello et un de Cavalieri subsistent sur les côtés de la fresque, le dernier étant attribué à Cosmè Tura.

### Mur est
Le mur est est l'un des mieux conservés. C'est aussi le seul qui est signé, en l'occurrence par Francesco del Cossa. Une petite porte non contemporaine aux fresques a endommagé le mois d'Avril, et une grande ouverture correspondant à un portail, maintenant comblée, a détérioré presque toute la bande inférieure de Mai.
Les scènes représentées sont :
- Mars de Francesco del Cossa
  - Triomphe de Minerve : la déesse de la Sagesse préside sur un char orné de tentures de velours foncé tiré par deux licornes blanches avec, à sa droite un groupe de lettrés habillés de superbes manteaux, peut-être des humanistes de la cour de Ferrare, et à sa gauche, des brodeuses et des tisserands au travail.
  - Bélier
  - Borso d'Este rendant justice et partant à la chasse
- Avril de Francesco del Cossa
  - Triomphe de Vénus : couronnée de roses et habillée à la mode de l'époque, la déesse préside sur un char à la tenture richement brodée d'or et tiré par deux cygnes blancs, avec Mars à genoux devant elle, enchaîné tel un amoureux transi, des couples batifolant à ses côtés et des musiciennes richement vêtues couronnées par les trois Grâces. Au fond, la rivière s'éloigne vers des silhouettes de villes à peine esquissées[4].
  - Taureau
  - Borso d'Este revient de la chasse, assiste au Palio de saint Georges et donne une pièce au bouffon Scoccola : le palio se court devant un palais  ; derrière, on peut entrapercevoir la tour d'un château. Borso est à cheval devant la course. Aux fenêtres, luxueusement garnies de tapis pouvant venir d'Anatolie ou d'Egypte, et peut-être achetés à Venise, les dames se penchent pour admirer la fête.
- Mai de Francesco del Cossa et de ses collaborateurs
  - Triomphe d'Apollon : le dieu est représenté avec, à ses côtés, des poètes, les neuf muses et des putti.
  - Gémeaux
  - Scènes rurales avec des paysans fauchant au premier plan[4].

### Mur nord
Le mur nord est également bien conservé. Il comporte trois fenêtres, sur lesquelles des fresques ne font pas strictement partie du thème des mois : à gauche, un groupe de Chevaliers avec des bannières, attribué à Baldassare d'Este ; deux mois suivent, puis une autre fenêtre avec le Cortile di Castello, par un maître inconnu, et enfin, encore deux mois, dont un fragment de la Cavalcade de septembre.
- Juin attribué au Maître aux Yeux grands ouverts
  - Triomphe de Mercure : le dieu protecteur des commerçants est sur son char tiré par deux aigles noirs avec, à ses côtés, des marchands en pleine transaction.
  - Cancer
  - Borso d'Este dans la procession entend un appel ; en arrière-plan le quai d'un port fluvial
- Juillet attribué au Maître aux Yeux grands ouverts
  - Triomphe de Jupiter et Cybèle : accompagnée de Jupiter, la déesse de la terre est sur un char orné des armes des Este et tiré par des lions ; le mariage d'un couple se conclut sur sa droite tandis qu'au fond, des moines vaquent à leurs activités.
  - Lion
  - Borso d'Este reçoit un groupe d'ambassadeurs
- Août attribué au Maître d'Août ou à Gherardo da Vicenza (?)
  - Triomphe de Cérès : la déesse favorise les travaux des champs. Des bœufs et des laboureurs sont au travail. On distingue en arrière-plan, le rapt de sa fille Proserpine par Pluton.
  - Vierge
  - Borso d'Este reçoit des ambassadeurs et part à la chasse
- Septembre attribué aujourd'hui au Maître de la Balance 
  - Triomphe de Vulcain : le dieu siège sur un char tiré par des singes avec, à sa droite, l'antre de sa forge où quatre cyclopes fabriquent une armure, tandis qu'à sa gauche, sur un rocher escarpé, sa femme Vénus est allongée sur un lit avec Mars qu'elle embrasse amoureusement.
  - Balance
  - Borso d'Este en parade, avec des scènes de vendanges en arrière-plan[4]

### Mur ouest

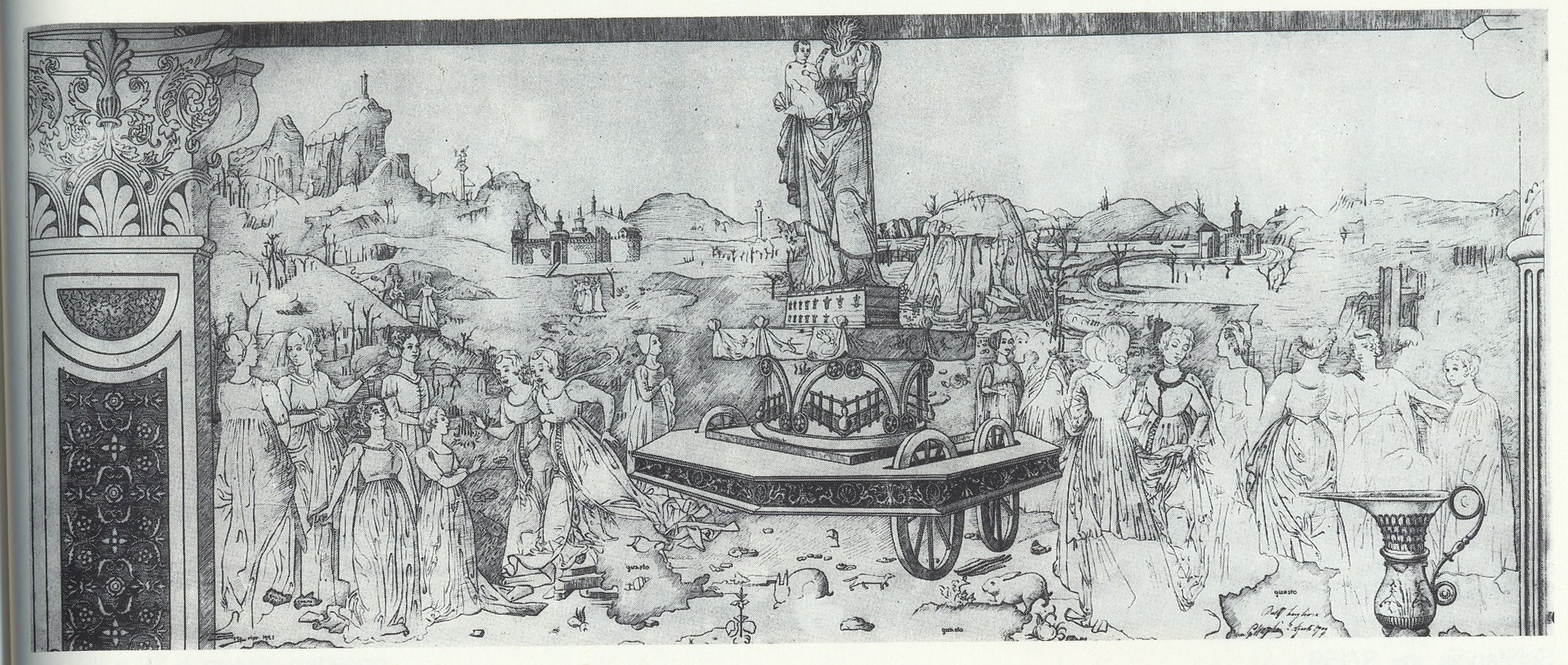
Une copie du Triomphe de Vesta, Décembre.

La décoration du mur ouest est presque complètement perdue. Deux portes carrées s'ouvraient à cet endroit. À droite, le mois d'Octobre est représenté par le signe du Scorpion et le triomphe de Mars. En Novembre, mois du Sagittaire, figure le triomphe de Diane, tandis que la bande inférieure représente probablement une scène de chasse. Le dernier mois, Décembre, sous le signe du Capricorne, présente le Triomphe de Vesta, même si le visage de la déesse est complètement perdu, peut-être à la suite d'une tentative de détachement faite de manière rudimentaire lors du blanchiment.

### LesTriomphes
La tradition des triomphes est liée à Pétrarque qui, dans le poème du même nom célèbre, entre autres, la vision de l'Amour triomphant représenté sur un char selon la coutume romaine, suivi d'un groupe d'amoureux célèbres ayant les traits de prisonniers du dieu. Dans les cours de la Renaissance, la représentation des triomphes est souvent le point culminant des célébrations de mariage ou de carnaval.

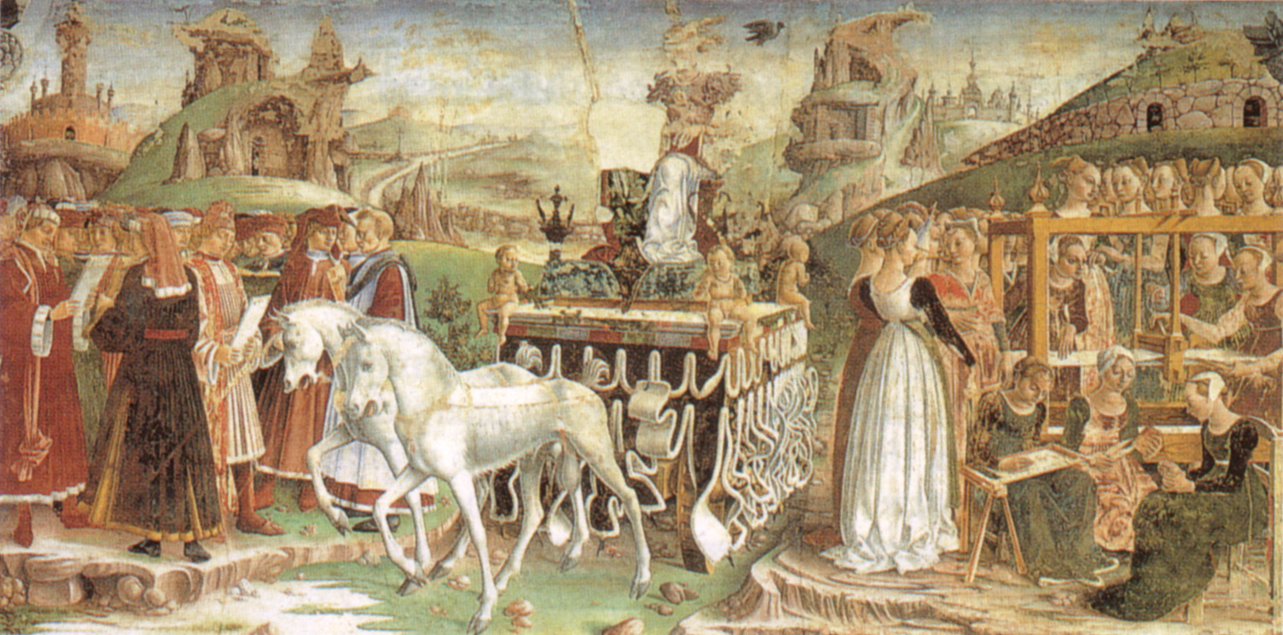
Triomphe de Minerve.

Les fresques du Palazzo Schifanoia proposent, au niveau des bandes supérieures, un défilé fantasmagorique de Triomphes plein d'inventions et de couleurs : pour chaque partie du cycle, la divinité qui symbolise le mois est représentée sur un char triomphal décoré et tiré par des animaux toujours différents (en plus des chevaux, des cygnes, des aigles, des singes...), tandis que les personnes sur lesquelles le dieu du mois règne peuplent les scènes qui se déroulent sur les côtés, occupées à des activités que le signe astral rend propices. Ainsi, par exemple, sur les côtés du char de Minerve, au mois de Mars, on trouve à gauche un groupe de sages méditant sur des documents, tandis qu'à droite, un groupe de femmes tissent.
Ces représentations sont riches en références symboliques, pas toujours faciles à comprendre, étroitement liées à la culture humaniste et imprégnées de mythologie et de livres anciens.
Aby Warburg indique comme source d'inspiration pour la série des Triomphes, le poème latin Astronomicon de Marcus Manilius, dont un codex a été trouvé dans l'Abbaye de Saint-Gall par Poggio Bracciolini en 1417 et qui devait être connu de Pellegrino Prisciani.

### LesDécans

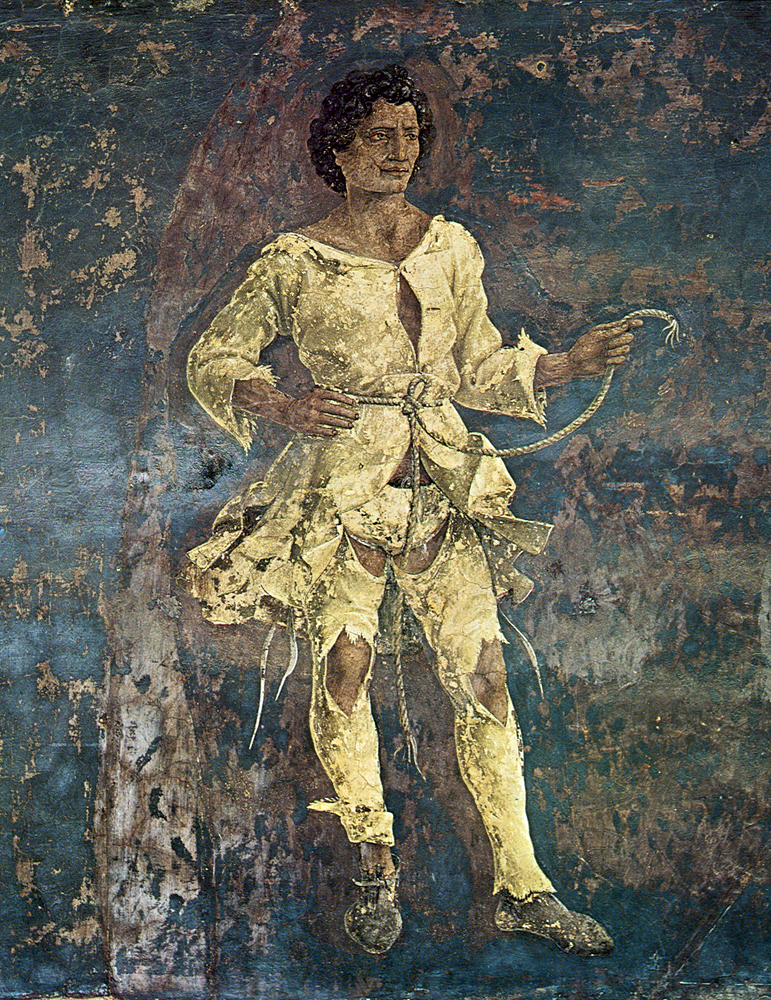
Décan gauche de Mars.

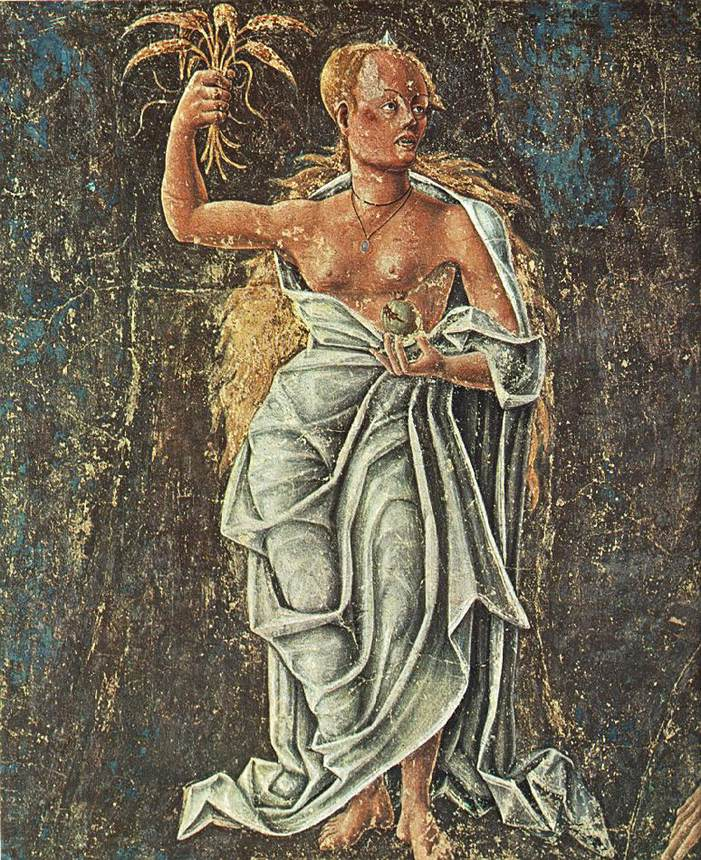
Décan gauche d'Août.

Le groupe central sous les Triomphes, qui court tout autour de la salle, est peut-être le plus énigmatique de tout le cycle. Les signes du zodiaque sont représentés au centre, immédiatement reconnaissables, mais la signification des figures associés, trois pour chaque mois, est plus complexe. Ce sont des Décans, figures astrologiques mystérieuses et dérangeantes remontant aux traditions astrologiques anciennes, tout à la fois indiennes, égyptiennes, grecques et arabes, issues des apports en Occident de traités arabes de magie comme le manuel Picatrix ou les écrits de Albumasar, connus à Ferrare des humanistes et des scientifiques, tels le docteur de l'Université, Michele Savoranola, et l'astrologue et bibliothécaire de la cour, Pellegrino Prisciani qui possède de nombreux ouvrages classiques et médiévaux et qui est constamment à la recherche de manuscrits dans les différentes bibliothèques de la région. Chacune de ces figures préside l'une des arcades correspondant à la subdivision du cercle zodiacal en 36 décans. Saint Augustin les considérait comme des démons et condamnait les pratiques magiques qu'elles suscitaient. Les combinaisons de mois divin sont rapportées dans l'Astronomica de Marcus Manilius.
Par exemple, pour le mois de Mars (signe du Bélier), il y a, de gauche à droite, la figure d'un homme à la peau sombre avec un regard en colère, vêtu d'un costume blanc déchiqueté, avec une longue corde qui entoure ses hanches ; puis une jeune femme vêtue d'une robe violette ; et enfin, un jeune homme élégant qui porte une ceinture luxueuse avec un médaillon sur les hanches et qui tient un cercle dans une main et une flèche dans l'autre. Pour ce cas, Aby Warburg fournit l'interprétation considérée comme la plus correcte : le Décan de gauche correspondrait à la description de Vir niger tirée des textes sur les vertus et le mal des constellations célestes, écrits par l'astronome et astrologue arabe Albumasar (IXe siècle). D'autres correspondances ont été notées, non sans un certain effort, entre les Décans de Schifanoia et les descriptions contenues dans la traduction latine d'un autre texte arabe, Picatrix (XIe siècle), qui a été étudié à la Renaissance par Marsile Ficin. Cependant, toutes les investigations iconographiques ultérieures n'ont pas permis de remonter avec certitude aux sources littéraires que Pellegrino Prisciani aurait consultées pour choisir les figures représentées par les Décans.
Abandonnant les investigations iconographiques pour entrer dans le monde de l'astronomie, l'hypothèse a récemment été avancée que la bande intermédiaire des fresques constitue un calendrier astronomique exceptionnel, que chaque Décan est associé à une constellation précise et que sa figuration fantastique évoque effectivement la configuration des étoiles qui composent cette constellation.

### Scènes de la vie de Borso d'Este

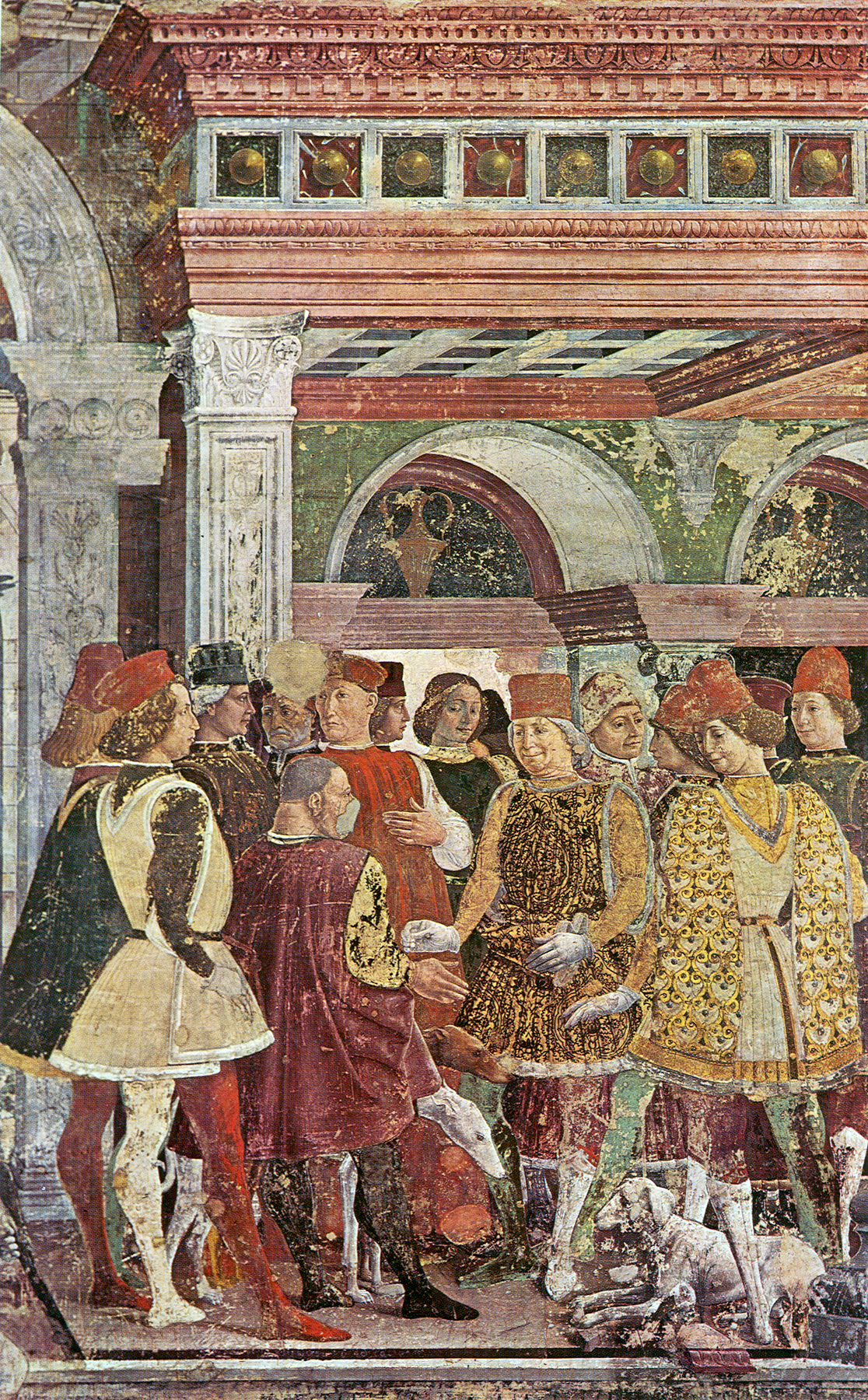
Borso d'Este fait don d'une pièce au bouffon Scoccola, mois d'avril.

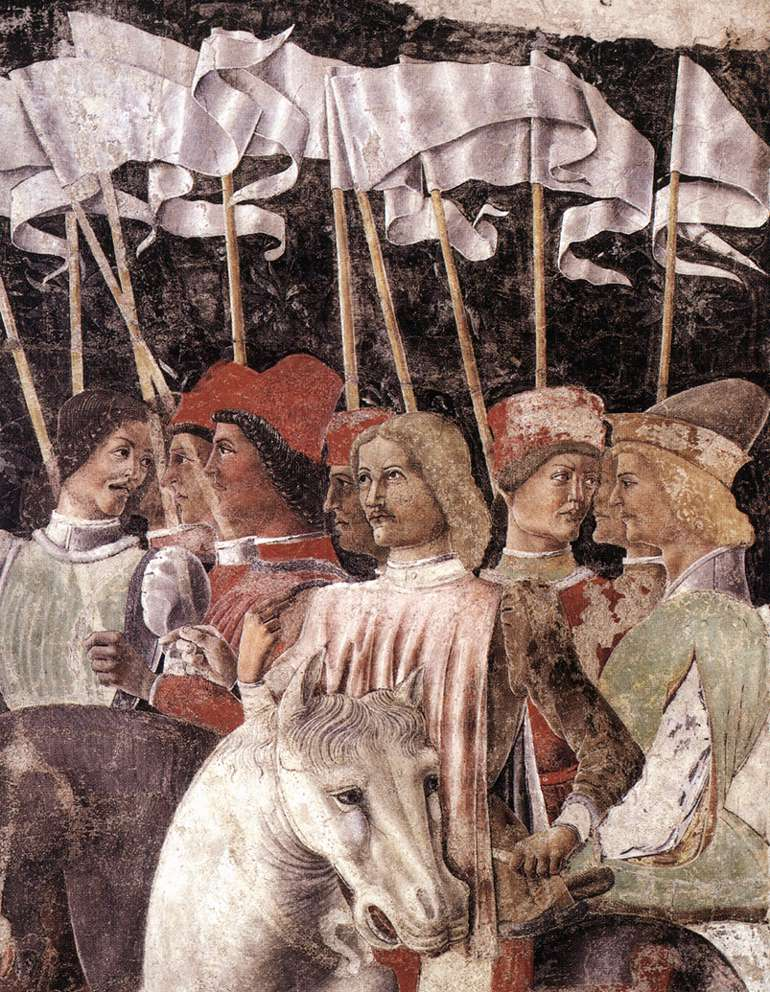
Les porte-drapeaux de Baldassarre d'Este.

La bande inférieure est décorée de scènes de la vie et du gouvernement de Borso d'Este, avec des intentions de célébration claires, mais aussi avec la représentation d'un État politique idéalisé, dans différentes situations de gouvernement et de représentation. La bande inférieure, celle à hauteur d'homme, représente Borso aux côtés des membres de sa cour, occupés par des activités ludiques ou des actes de gouvernance, les échos du gothique international n'oubliant pas la leçon de Pisanello. Mais le décor des scènes, entre architecture élégante et ruines romaines, avec une utilisation rigoureuse de la perspective, renvoie sans équivoque à la peinture raffinée de la Renaissance, qui s'est désormais établie dans le nord de l'Italie. Presque dans les mêmes années et avec la même intention de célébration, Andrea Mantegna peint La Chambre des Époux à Mantoue. Les personnages représentés dans les scènes illustrant la vie de cour (aujourd'hui relativement moins bien préservée) devaient être réels et facilement reconnaissables par les invités reçus dans la salle. Les scènes de la vie paysanne, que l'on peut voir çà et là en arrière-plan, plutôt que d'indiquer l'alternance des saisons, semblent des inserts picturaux visant à célébrer la prospérité économique du duché et le « bon gouvernement » de Borso.

## Source de traduction
- (it) Cet article est partiellement ou en totalité issu de l’article de Wikipédia en italien intitulé « Salone dei Mesi » (voir la liste des auteurs).